# Robert Greene (Schriftsteller, 1959)

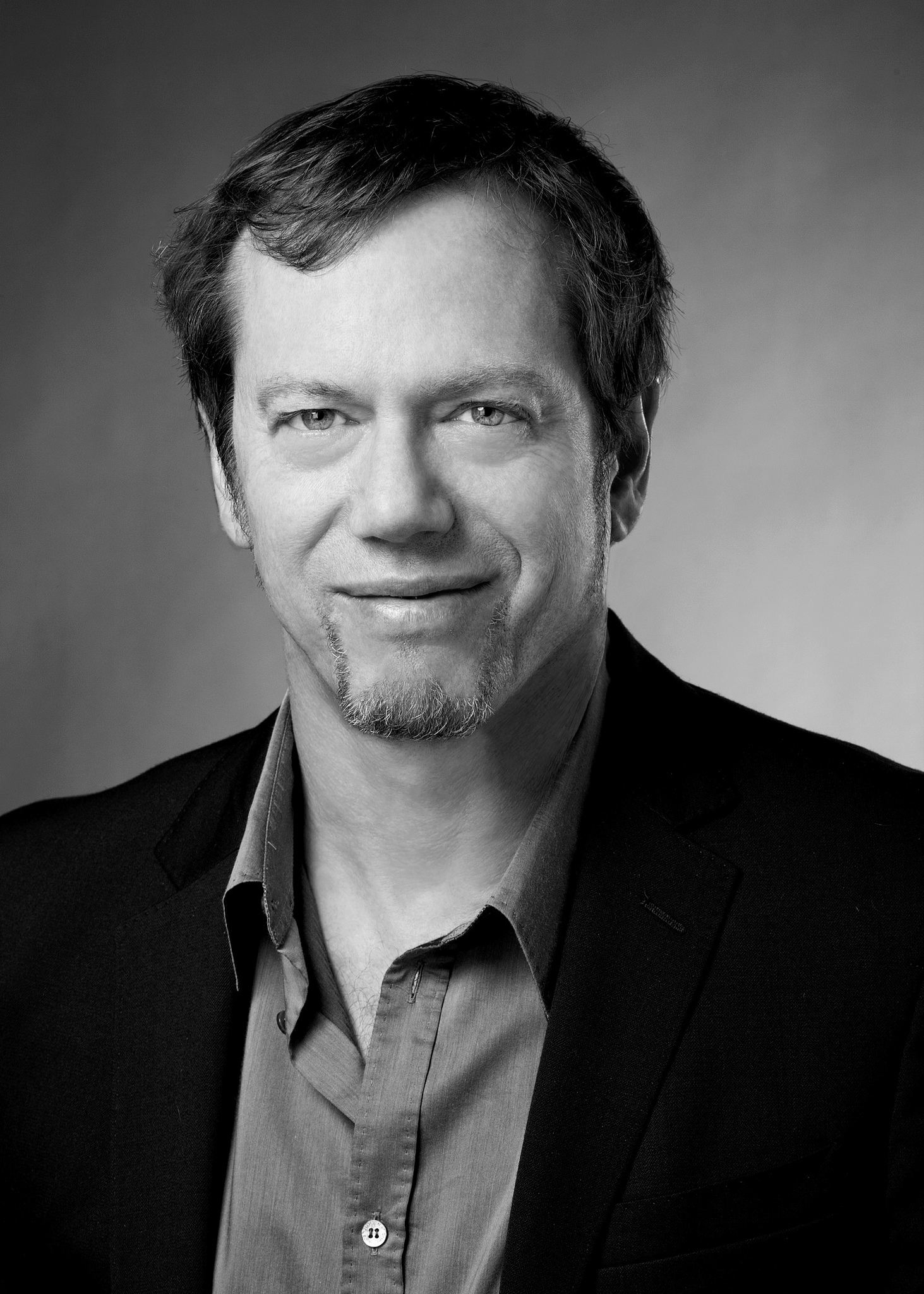
Robert Greene 2012

Robert Greene (* 14. Mai 1959 in Los Angeles) ist ein US-amerikanischer Schriftsteller.

## Leben
Greene studierte an der University of California at Berkeley und an der University of Wisconsin at Madison Klassische Philologie und Vergleichende Literaturwissenschaft. Nach dem Studium arbeitete er in New York als Redakteur und Journalist für mehrere Magazine, unter anderen für den Esquire, und in Hollywood als Drehbuchautor. Greene verbrachte einige Jahre in London, Paris und Barcelona. Er spricht mehrere Sprachen.
Im Jahr 1987 ließ sich Greene in seiner Heimatstadt Los Angeles nieder, wo er als Drehbuchautor, Dramatiker, Essayist und Übersetzer lebt.
Im Jahr 1995 war Greene an der Planung und Realisierung der Kunstschule Fabrika nahe Venedig beteiligt, wo er den New Yorker Konzepter und Designer Joost Elffers kennenlernte. In der ränkevollen Atmosphäre der Fabrika erkannten die beiden die Zeitlosigkeit von Machiavelli, und während vieler Diskussionen in Venedig wurde die Idee zu einem Buch über Macht und Manipulation geboren, einer modernen Version von Machiavellis Fürsten.
1998 wurde Power – Die 48 Gesetze der Macht veröffentlicht und war sowohl in den USA als auch international ein Bestseller. Es wurde in 24 Sprachen übersetzt.
Sein zweites Buch, Die 24 Gesetze der Verführung, ist mehr als ein Nachfolger zu den 48 Gesetzen der Macht. Das Buch geriet im Dezember 2020 in die Kritik, weil behauptet wurde, es enthalte eine Anleitung zum Aufbau toxischer Beziehungen. Die Verlage dtv und Hanser kündigten daraufhin eine Überprüfung an und beschlossen, das Buch aus dem Sortiment zu nehmen.
Sein drittes Buch, The 33 Strategies of War (deutsch Die 33 Gesetze der Strategie) wurde im Januar 2006 veröffentlicht. Im Jahr 2009 folgte das Buch The 50th Law, welches in Zusammenarbeit mit 50 Cent verfasst wurde und auf den 48 Gesetzen der Macht aufbaut. Nach seinem Buch Perfekt! Der überlegene Weg zum Erfolg (2012) schrieb er 2019 das Buch Die Gesetze der menschlichen Natur.
Robert Greene ist mit Anna Biller verheiratet.

## Werke
- Power – Die 48 Gesetze der Macht (1998)
- Die 24 Gesetze der Verführung (2001)
- The 33 Strategies of War (2006)
- The 50th Law (2009)
- Perfekt! Der überlegene Weg zum Erfolg; Originaltitel: Mastery (2012)
- Die Gesetze der menschlichen Natur; Originaltitel: The Laws of Human Nature (2019)
- The Daily Laws: 366 Meditations on Power, Seduction, Mastery, Strategy, and Human Nature (2021)